# Parathesis amazonica
Parathesis amazonica Mez – gatunek roślin z rodziny pierwiosnkowatych (Primulaceae). Występuje naturalnie w Ekwadorze, Peru, Boliwii oraz Brazylii (w stanach Amazonas i Acre). 

## Morfologia
PokrójZimozielony krzew.
LiścieBlaszka liściowa ma eliptyczny kształt. Mierzy 18 cm długości oraz 6 cm szerokości, jest karbowana na brzegu, ma klinową nasadę i spiczasty wierzchołek. Ogonek liściowy jest nagi i ma 20 mm długości.
KwiatyZebrane w wiechach wyrastających na szczytach pędów.

## Biologia i ekologia
Rośnie w wilgotnym lesie równikowym. 